# ماتياس كونتشا

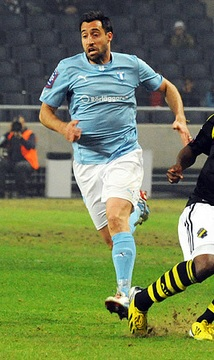

ماتياس كونتشا (بالسويدية: Matías Concha)‏ (مواليد 31 مارس 1980 في مالمو - السويد) لاعب كرة قدم سويدي يلعب حاليا لصالح نادي الدرجة الأولى بوخوم الألماني منذ 2007 في مركز قلب الدفاع .

## مسيرته الكروية
لعب ماتياس كونتشا خلال مسيرته الاحترافية مع 3 أندية في ستة عشر موسمًا وسجل خلالها هدفين أثنين ضمن 216 مباراة. حيث فاز في موسمين بالكأس وفي ثلاثة مواسم بالدوري.
خاض ماتياس كونتشا مسيرته مع نادي مالمو في موسم 2000 في المرة الأولى ليلعب معه أربعة مواسم ثم في موسم 2012 واستمر معه طيلة ثلاثة مواسم، مشاركًا طوالها في 75 مباراة ولم يسجل أي هدف. ثم انتقل إلى نادي يورغوردينس في موسم 2004 ليلعب معه أربعة مواسم، حيث شارك في 76 مباراة سجل خلالها هدفين. لينتقل بعدها إلى نادي بوخوم في موسم 2007–08 ليلعب معه خمسة مواسم، مشاركًا في 65 مباراة ولم يسجل أي هدف.

## روابط خارجية
- ماتياس كونتشا على موقع اتحاد السويد (السويدية)
- ماتياس كونتشا على موقع قاعدة بيانات كرة القدم.إي يو (الإنجليزية)
- ماتياس كونتشا على موقع ناشيونال فوتبول تيمز (الإنجليزية)
- ماتياس كونتشا على موقع Soccerway.com (الإنجليزية)
- ماتياس كونتشا على موقع عالم كرة القدم.نت (الإنجليزية)
- ماتياس كونتشا على موقع كووورة
- ماتياس كونتشا على موقع AS.com (الإسبانية)